# Demografía de Israel

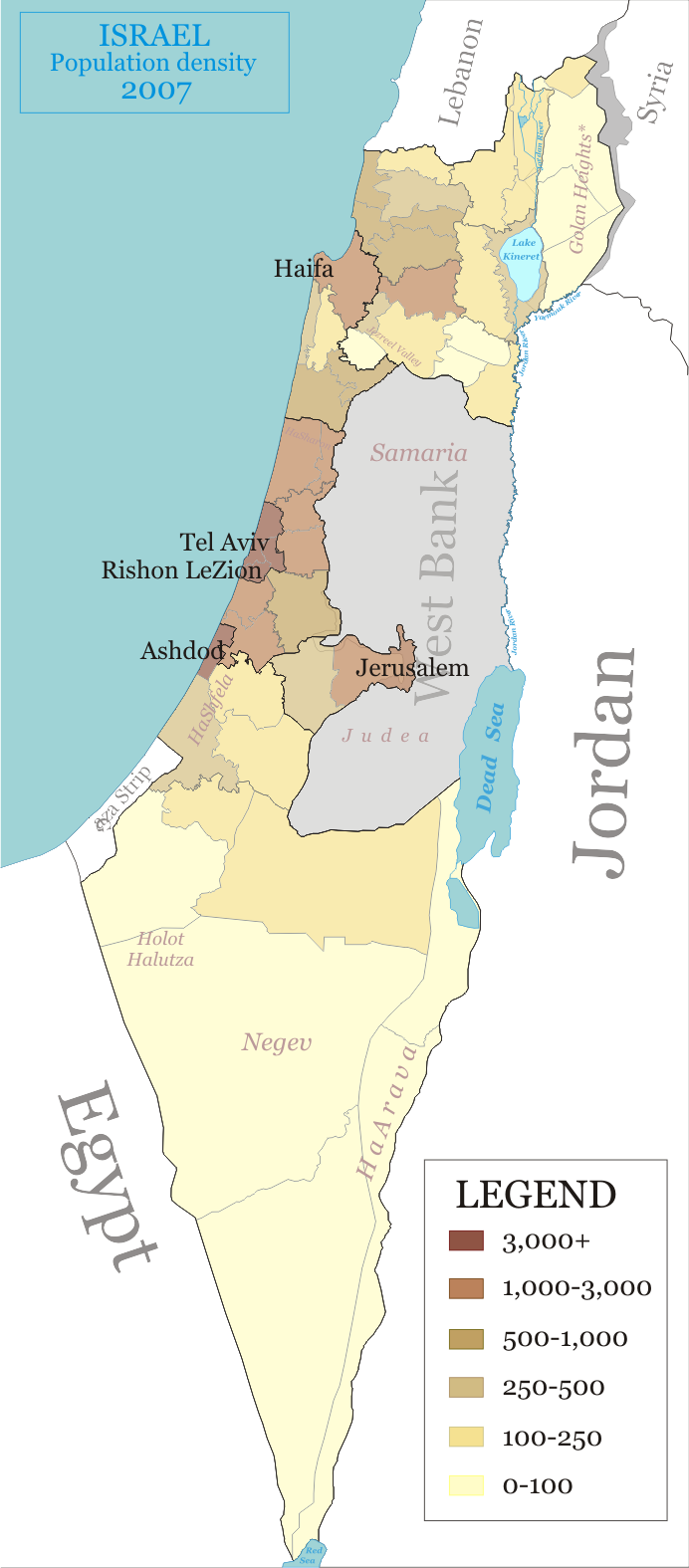
Densidad de población en Israel (2007).

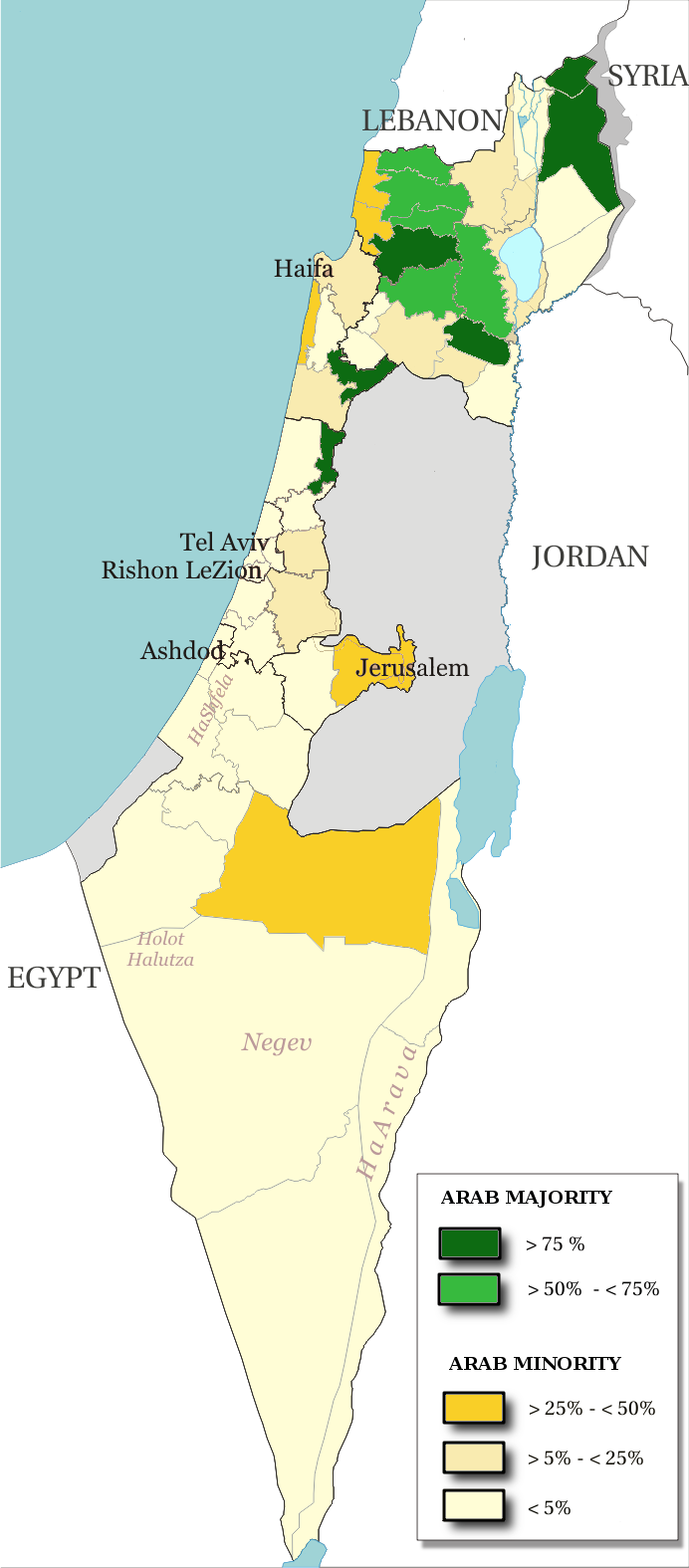
Porcentaje de población árabe en Israel (2000).

Las características demográficas de Israel son monitoreadas por la Oficina Central de Estadísticas de Israel. El Estado de Israel tiene una población de aproximadamente 9 700 000 habitantes a finales de 2022; de ellos un 73,6% son judíos, un 21,1% son árabes, y el 5,3% restante incluye a cristianos no árabes, musulmanes no árabes, familiares de judíos no registrados como tales y residentes sin adscripción religiosa o étnica. Según el CIA World Factbook, en 2014 vivían aproximadamente 385 900 colonos israelíes en asentamientos israelíes en Cisjordania, así como 201 200 en asentamientos en Jerusalén Este. También hay unos 20 000 colonos israelíes en los Altos del Golán.
La tasa de crecimiento anual de la población de Israel se situó en 2,2% en 2022, algo mayor que la del año previo, del 1,8%. Esta tasa de crecimiento anual se explica en un 62% por el crecimiento natural de la población y en un 38% por la inmigración. Con un promedio de 3 hijos por mujer, Israel también tiene la tasa de fecundidad más alta en la OCDE por un margen considerable, y mucho más alta que el promedio de la OCDE de 1,7.
Generalmente, las tendencias de población en Israel reflejan patrones distintos de tres subgrupos: judíos no jaredíes (alrededor del 63,3% de la población), judíos jaredíes (11.7%) y árabes musulmanes (16.9%). Durante la primera década del siglo XXI, el crecimiento anual de la población musulmana disminuyó significativamente, de alrededor del 3% a menos del 2,2% en 2013, mientras que la tasa general de crecimiento judía aumentó de alrededor de 1,4% a 1,7%, principalmente debido al sector jaredí en expansión. En 2016, por primera vez, la tasa de fertilidad de los judíos, de 3,1 hijos por mujer, era casi equiparable a la de las árabes musulmanes, de 3,3. De los 178 000 nacimientos acaecidos en Israel en 2022, el 74,8% fueron de madres judías y el 23,8% de madres árabes.

## Historia
En 1948, cuando nace el nuevo Estado, la población total de Israel era de 914 700 habitantes, 156 000 de ellos no judíos. Entre 1948 y 1960 la población inmigrante judía se incrementó en 1,1 millones de personas, procedente del éxodo desde los países árabes, por temor a las represalias por la fundación del Estado de Israel, como Yemen (60 000), Irak (140 000), Siria (35 000), Líbano (5000), Túnez (120 000), Marruecos (300 000), Libia (150 000), Irán (200 000) y Argelia (150 000). También emigró al nuevo estado la exigua comunidad judía de Europa tras el Holocausto, menos de un cuarto de millón de personas. Otros flujos inmigratorios posteriores se han producido tras la desintegración de la Unión Soviética, tras la cual muchos judíos de Rusia, Ucrania y Bielorrusia decidieron emigrar a Israel, y el de muchos judíos de Argentina tras la grave crisis económica que sufrió este país en el 2001.

## Emigración
| País         | Población judía 1948 | Emigrados a Israel | Población judía 2002 |
| ------------ | -------------------- | ------------------ | -------------------- |
| Argelia      | 140 000              | 24 000             | 20                   |
| Egipto       | 66 000               | 37 000             | 50                   |
| Irak         | 140 000              | 130 000            | ¿100?                |
| Líbano       | 5000                 | 4000               | 70                   |
| Libia        | 38 000               | 35 800             | 0                    |
| Marruecos    | 285 000              | 266 300            | 3500                 |
| Siria        | 35 000               | 8500               | 120                  |
| Túnez        | 130 000              | 52 000             | 1500                 |
| Yemen y Adén | 60 000               | 50 600             | 500                  |
| Total        | 899 000              | 608 200            | 5860                 |

## Distribución actual
Actualmente la población está desigualmente repartida por el territorio, siendo la región central y la costera del Mediterráneo las más pobladas, con índices superiores a los 300 habitantes por km². En el sur la media no supera los 55 hab/km². Se aprecia una doble ocupación del territorio: por un lado las grandes ciudades (Jerusalén, Tel Aviv, Haifa, Beersheva y Eilat son las principales), y por otro lado una ocupación rural en forma de kibutz y moshav, establecimientos agrícolas con una forma de explotación del terreno y convivencia comunal.

## Idiomas en Israel
Israel tiene dos idiomas oficiales: el hebreo y el árabe, aunque el inglés también se usa a nivel oficial. El hebreo fue revivido a finales del siglo XIX después de casi 2000 años de considerarse idioma muerto y hoy es hablado por más de 3 millones de israelíes (casi todos judíos) como idioma nativo y este número va creciendo. El árabe es hablado principalmente por los árabes y los drusos y por la vieja generación de judíos llegados de países árabes. Entre otros idiomas hablados por judíos nacidos fuera de Israel cabe mencionar el ruso (de Rusia, Ucrania y Bielorrusia), el polaco, el ídish (por judíos asquenazíes), el judeoespañol (por judíos sefardíes), el inglés (por inmigrantes de los Estados Unidos, Canadá, Reino Unido y Australia), el francés (inmigrantes de Francia y Bélgica), el amhárico (de Etiopía), el español (principalmente de Argentina, seguido de Uruguay, Costa Rica, Perú, Colombia, España, Venezuela, Marruecos Español, Chile y México), el persa (de Irán), el rumano (de Rumania y Moldavia), el georgiano, el húngaro, el alemán, el armenio, el arameo (de Kurdistán, también se usa en la liturgia), el portugués (de Brasil), el hindi, el neerlandés, el serbio, el búlgaro, el chino (de Taiwán) y otros.

## Ciudades principales
- Jerusalén: 706 400 hab. (11% del total)
- Tel Aviv: 371 400 hab. (5,8% del total)
- Haifa: 268 300 hab. (4,2% del total)
- Rishon LeZion: 217 400 hab. (3,4% del total)
- Asdod: 196 900 hab. (3,1% del total)

## Áreas metropolitanas
- Gush Dan: 1 176 700 hab. (18,4% del total)
- Jerusalén: 706 400 hab. (11% del total)
- Haifa: 537 400 hab. (8,4% del total)

## Grupos étnicos y religiosos
Los grupos étnicos y religiosos más prominentes, que viven en Israel actualmente y que son ciudadanos o ciudadanos israelíes, son los siguientes:

### Judíos
Según la Oficina Central de Estadísticas de Israel, en el 2022, de los 9,66 millones de personas que vivían en Israel, el 73,6 por ciento eran judíos de cualquier origen. En 2017, la población judía se dividía de la siguiente manera: el 75% eran sabras (nacidos en Israel), en su mayoría israelíes de segunda o tercera generación, y el resto son olim (inmigrantes judíos en Israel) -16.9 por ciento de Europa y América, y 7.9 por ciento de Asia y África, incluidos los países árabes.

### Musulmanes
La mayoría de ciudadanos árabes de Israel son musulmanes, especialmente de la rama suní del islam. Hay también una pequeña minoría de la secta ahmadiya y algunos alauitas (de la rama chií) de Ghajar con ciudadanía israelí. A fecha de 2022, los ciudadanos árabes de Israel suponían un 21,1% de la población total del país. En torno al 82,6% de la población árabe de Israel es musulmana suní, un 9% son drusos, otro 9% cristianos (en su mayoría ortodoxos o católicos) y una reducida parte de ellos es chií. 
Entre los ciudadanos árabes musulmanes de Israel también se encuentran los beduinos, que pueden dividirse en dos gruposː los beduinos del norte de Israel, que viven en aldeas y pueblos en su mayoría, y los beduinos del Néguev, que incluyen a habitantes asentados en ciudades como Rahat, con 64.462 habitantes en 2016, a beduinos seminómadas y a habitantes de pueblos y aldeas no reconocidos. El total de beduinos que viven en el Néguev es de entre 200.000 y 210.000. Todos los beduinos de Israel practican el islam suní.  

### Cristianos
A diciembre de 2013, alrededor de 161,000 ciudadanos israelíes practicaban el cristianismo (catolicismo, protestantismo y ortodoxos), juntos representaban alrededor del 2% de la población total. Hay 39,000 hogares cristianos en Israel, con un tamaño promedio de 3,6 personas por hogar, en comparación con 3,2 para los hogares judíos. El 98.2% de los cristianos en Israel vive en ciudades. La mayoría de los cristianos, aproximadamente un 75%, vive en la Galilea occidental, principalmente en Nazaret, la ciudad cristiana más grande del país con 19,600 cristianos o un tercio de su población en 1998. Otras ciudades con concentraciones de cristianos importantes son: Haifa - 15,600, Jerusalén - 14,000, Shfaram - 7,600 y Tel Aviv-Jaffa - 4,600. Todavía hay pueblos con mayoría cristiana en el país, entre ellos Eilabun, Rama, Kfar Yossef, Gush Halav, Fassuta y Mi'ilya en la Galilea.
También existe una importante comunidad cristiana extranjera, conformada por alrededor de 160 000 migrantes cristianos (alrededor de 65 000 trabajadores cristianos migrantes, legales e ilegales, (en su mayoría de Asia), alrededor de 35 000 solicitantes de asilo cristianos africanos (de Eritrea) y alrededor de 60 000 cristianos que se han quedado en el país una vez su visado de turista caducó para buscar empleo ( principalmente de Europa del Este).
Los cristianos en Israel, como los judíos y otras comunidades cristianas en el Medio Oriente, se caracterizan por un alto nivel de educación, particularmente entre las generaciones más jóvenes. Un 50% de los cristianos han completado al menos 12 años de educación formal. El 14% del grupo de edad de 25 a 64 años tiene una educación académica y 2/3 tienen un título de BA (desde noviembre de 1995).
Cabe señalar, que desde septiembre de 2014, las familias o clanes cristianos indígenas de Israel, unos 135,000, pueden registrarse como arameos, la etnicidad real de la mayoría de los cristianos de la región antes de la conquista árabe musulmana.

#### Iglesia católica
Seis de las iglesias particulares de la Iglesia Católica tienen jurisdicción dentro de Israel: la Iglesia latina (la iglesia católica dominante en todo el mundo), la Iglesia católica armenia, la Iglesia católica caldea, la Iglesia católica griega melquita, la Iglesia católica siríaca y la Maronita siríaca Iglesia. Un 60% de los cristianos en Israel son melquitas

##### Arameos
En el 2014, Israel reconoció a la comunidad aramea dentro de sus fronteras como una minoría nacional, lo que permite a los cristianos en Israel registrarse como "arameos" en lugar de "árabes". A partir de octubre de 2014, unos 600 israelíes solicitaron ser registrados como arameos, con varios miles elegibles para el estado, en su mayoría miembros de la comunidad maronita.
La comunidad cristiana maronita en Israel de alrededor de 7,000 reside principalmente en Galilea, con presencia en Haifa, Nazaret y Jerusalén. Está compuesto en gran parte por familias que vivían en la Alta Galilea en aldeas como Jish mucho antes del establecimiento de Israel en 1948. En el año 2000, la comunidad se unió a un grupo de miembros libaneses de la milicia SLA y sus familias, que huyeron del Líbano después 2000 retirada de las FDI del sur del Líbano.

##### Asirios
Hay alrededor de 1000 asirios que viven en Israel, principalmente en Jerusalén y Nazaret. Los asirios son una minoría cristiana de rito oriental que habla arameo y que descienden de los antiguos mesopotámicos. El antiguo monasterio sirio ortodoxo de San Marcos se encuentra en Jerusalén. Además de los seguidores de la Iglesia Ortodoxa Siria, también hay seguidores de la Iglesia Asiria del Este y de la Iglesia Católica Caldea que viven en Israel.

#### Armenios
Cerca de 4.000 armenios residen en Israel principalmente en Jerusalén (incluso en el barrio armenio), pero también en Tel Aviv, Haifa y Jaffa. Los armenios tienen un Patriarcado en Jerusalén e iglesias en Jerusalén, Haifa y Jaffa. Aunque los armenios de la antigua Jerusalén tienen documentos de identidad israelíes, son titulares oficiales de pasaportes jordanos.

#### Coptos
Unos 1000 ciudadanos israelíes pertenecen a la comunidad copta, se originaron en Egipto.

### Drusos
Los israelíes drusos representan el 2% de la población o unos 130,600 en el año 2012. Todos los drusos que vivían en lo que entonces era el Mandato Británico de Palestina se convirtieron en ciudadanos israelíes después de la declaración del Estado de Israel. Los drusos se consideran ciudadanos israelíes y están plenamente integrados en la sociedad, ocupando un lugar destacado en las Fuerzas de Defensa de Israel, y con representación en la política y negocios israelíes. Actualmente, decenas de miles de drusos israelíes pertenecen a movimientos "drusos sionistas".